# Levanjska Varoš
Levanjska Varoš (maďarsky Névna) je vesnice a správní středisko stejnojmenné opčiny v Chorvatsku v Osijecko-baranjské župě. Nachází se v údolí potoka Breznica v pohoří Dilj, asi 19 km západně od Đakova, 40 km severovýchodně od Slavonského Brodu a asi 55 km jihozápadně od Osijeku. V roce 2011 žilo v Levanjské Varoši 303 obyvatel, v celé opčině pak 1 194 obyvatel.
Součástí opčiny je celkem devět trvale obydlených vesnic. Nachází se zde i zaniklé vesnice Borojevci a Čenkovo, které jsou stále považovány za samostatná sídla. Ačkoliv je střediskem opčiny Levanjska Varoš, největším sídlem je Breznica Đakovačka.
- Breznica Đakovačka – 345 obyvatel
- Levanjska Varoš – 303 obyvatel
- Majar – 148 obyvatel
- Milinac – 28 obyvatel
- Musić – 75 obyvatel
- Ovčara – 23 obyvatel
- Paučje – 55 obyvatel
- Ratkov Dol – 28 obyvatel
- Slobodna Vlast – 189 obyvatel

Opčinou prochází státní silnice D38 a župní silnice Ž4144.